# Karin Brienesse

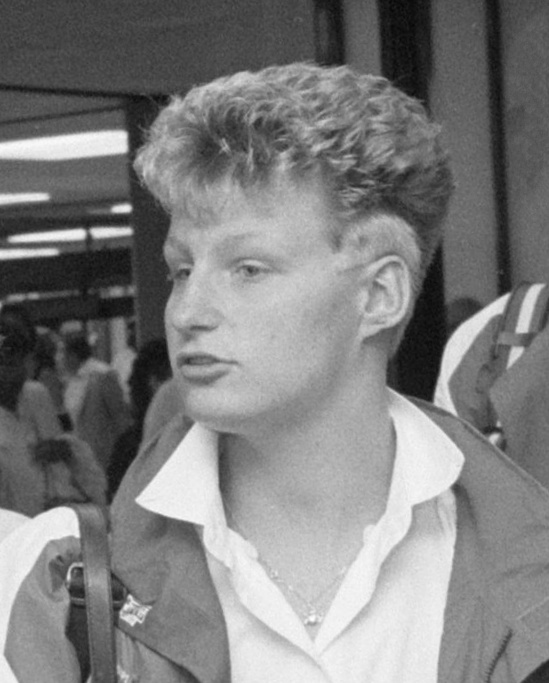
Karin Brienesse in 1988

Karin Brienesse (Breda, 17 juli 1969) is een voormalig internationaal topzwemster uit Nederland, die driemaal deelnam aan de Olympische Spelen. Bij haar olympische debuut, in 1988 in Seoel, maakte de geboren Brabantse als slotzwemster deel uit van de estafetteploeg, die de zilveren medaille won op de 4x100 meter vrije slag. Drie jaar later beleefde Brienesse, een sprintster pur sang en lid van zwemverenigingen Orca (Leeuwarden) en AZ&PC (Amersfoort), het hoogtepunt uit haar grillige carrière door met diezelfde aflossingsploeg de titel te winnen bij de Europese kampioenschappen in Athene.